# الفرق بين الخلية الحيوانية والخلية النباتية
الخلية هي الوحدة التركيبية والوظيفية في الكائنات الحية، فكل الكائنات الحية تتركب من خلية واحدة أو أكثر، وتنتج الخلايا من انقسام خلية بعد عملية نموها. وتقسم الخلايا عادة إلى خلايا نباتية وخلايا حيوانية، وهناك تقسيمات أخرى؛ وتسمى مجموعة الخلايا المتشابهة في التركيب والتي تؤدي معاً وظيفة معينة في الكائن الحي عديد الخلايا بالنسيج. وتحتوي الخلية على أجسام أصغر منها تسمى عضيات، مثل أجسام جولجي، وهناك أيضاً النواةالتي تحمل في داخلها الشيفرة الوراثية الدي أن إيه (حمض نووي ريبوزي منقوص الأكسجين). كما يحيط بالخلية غشاء يسمى بالغشاء الخلوي، ولدى الخلايا النباتية، جدار من السليلوز يسمى غشاء بلازمي، وهو غير مرن كالغشاء الخلوي.

## الفرق بين الخلية الحيوانية والخلية النباتية

### الخلية الحيوانية
1. لا تحتوي على جدار خلوي كما في الخلية النباتية لكنها تحتوي غشاء بلازمي فقط.
2. فجواتها صغيرة.
3. لا تحتوي على بلاستيدات خضراء.
4. تحتوي على مريكز (جسم مركزي).
5. تحتوي على أنيبيبات دقيقة.

### الخلية النباتية
1. تحتوي على جدار خلوي إضافة إلى الغشاء البلازمي وهذا ما يجعل أوراق الشجر تحافظ على شكلها حتى بعد سقوطها.
2. فجواتها أكبر من فجوات الخلية الحيوانية.
3. تحتوي على بلاستيدات خضراء فيها العديد من الصبغات منها الحمراء والصفراء وهذه الصبغات تعطي للثمار ألوانها وتحتوي على صبغة الكلوروفيل.
4. تخلو من المريكز (الجسم المركزي).
5. تخلو من الإنيبيبات الدقيقة.

## مرادفات مكونات الخلايا
هنا أسماء مكونات الخلية مع أسماء لمرادفاتها
| المُسمَّى الرئيس                                                                                              | مُسميات أخرى                                                    |
| --- | -------------------------------------------------------------- |
| جدار خلوي                                                                                                  | لا يوجد                                                        |
| مُريكز | جسم مركزي                                                      |
| غشاء خلوي                                                                                                  | غشاء بلازمي                                                    |
| صانعة | بلاستيد                                                        |
| صانعات يخضورية                                                                                             | بلاستيدات خضراء                                                |
| صانعات مُلونة                                                                                               | بلاستيدات ملونة                                                |
| صانعات عديمة اللون                                                                                         | بلاستيدات عديمة اللون                                          |
| نواة | لا يوجد                                                        |
| نوية | لا يوجد                                                        |
| ريبوسوم | رايبوسوم، أو جسيم ريبي                                         |
| حويصلات | لا يوجد                                                        |
| شبكة هيولية باطنة (الأمر ذاته بالنسبة للشبكة الهيولية الباطنة الملساء أو الخشنة وبالنسبة للرابطة الهيولية) | شبكة هيولية داخلة، أو شبكة إندوبلازمية، أو شبكة بلازمية داخلية |
| جهاز جولجي                                                                                                 | جسيم جولجي، أو شبكة جولجي                                      |
| حبيبيات خيطية                                                                                              | متقدرات، أو مصورات حيوية، أو ميتوكندريون، أو ميتوكندريا        |
| فجوة | لا يوجد                                                        |
| الجِبْلة | هيولى الخلية، أو سيتوبلازم                                     |
| اليحلول | جسم (جسيم) حال أو محلل أو هاضم أو ليسوسوم                      |
| أنيبيب دقيق                                                                                                | لا يوجد                                                        |
| ثقب نواة                                                                                                   | لا يوجد                                                        |
| جسيم تأكسدي                                                                                                | لا يوجد                                                        |
| محفظة | لا يوجد                                                        |
| أسواط | لا يوجد                                                        |
| أهداب | لا يوجد                                                        |
| الحمض النووي الريبوزي المنقوص الأكسجين                                                                     | دي إن أي                                                       |
| الحمض النووي الريبوزي                                                                                      | آر إن أي                                                       |

## الخلية الحيوانية

### تعريفها
الخلية الحيوانية تعتبر الوحدة البنائية لأجسام الحيوانات والإنسان، ومشكلتها إنها تفتقر للجدار السميك الذي يحميها فهي ليست كالخلية النباتية، لها العديد من الأشكال، ففي جسم الإنسان البالغ وحده يوجد 210 نوع من الخلايا.
| 1. النويّة                       |
| 2. النواة                       |
| 3. الجسيم الريبي                |
| 4. حويصل                        |
| 5. الشبكة الإندوبلازمية الخشنة  |
| 6. جهاز جولجي                   |
| 7. الغشاء الخلوي                |
| 8. الشبكة الإندوبلازمية الملساء |
| 9. الميتوكوندريا                |
| 10. فجوة عصارية                 |
| 11. السيتوبلازم                 |
| 12. الجسيم الهاضمّ               |
| 13. مريكزات (سنتريولات)         |

### محتويات الخلية الحيوانية
- غشاء بلازمي: هو الغشاء المحيط بالخلية ويعمل على حمايتها.
- سيتوبلازم: هو السائل الذي يحتوي محتويات الخلية ويعمل على حمايتها وإمدادها  بالغذاء.
- نواة: وهي التي تحتوي على العوامل الوراثية  والكروموسومات.
- ميتوكندريا: وهي المسؤولة عن نشاط الخلية.
- شبكة أندوبلازمية: وهي المسؤولة عن الاتصال بين جميع مكونات الخلية.
- أجسام جولجي.
- جسم مركزي.
- فجوة عصارية.

## الخلية النباتية

### تعريفها
الخلايا النباتية هي خلايا حقيقية النوى تختلف في عدة جوانب رئيسية عن خلايا الكائنات الحية حقيقية النواة الأخرى.

### تشمل خصائصها المميزة
- فجوة عصارية مركزية كبيرة، وحدة تخزين مملوءة بالماء مُحاطة بغشاء يعرف باسم  تونوبلاست
- جدار خلوي يتكون من سليولوز وهيميسيلولوز، بكتين وفي العديد من الحالات يُفرز الليغنين، عن طريق الجبلة المجردة على سطح الغشاء الخلوي الخارجي. ويتناقض هذا مع الجدران الخلوية للفطريات (التي هي متكونة من الكيتين)،  والبكتيريا، التي تتكون من ببتيدوجليكان.
- تُعرف مسارات الاتصال المتخصص من خلية إلى خلية باسم رابطات هيولية، المسار في الجدار الخلوي الأولي الذي يكون عبر الغشاء الخلوي والشبكة الإندوبلازمية للخلايا المتجاورة مستمرين.

الصانعات الخلوية، أبرزها الصانعات اليخضورية، التي تحتوي على يخضور وهو عبارة عن صبغة ملونة خضراء تُستخدم لامتصاص أشعة الشمس ويستخدمه النبات لإنتاج غذائه في العملية التي تعرف باسم التمثيل الضوئي.
- يعد انقسام الخلية عن طريق بناء الجبلة الحاجزة كقالب لبناء صفيحة خلوية لاحقًا في الحرائك الخلوية ميزةٌ لنباتات الأرض ومجموعات قليلة من الطحالب، وأبرزها الطحالب الكارية وطحلبيات ترنتبول الأخرى.